# Luigi Beltrame Quattrocchi và Maria Corsini
Luigi Beltrame Quattrocchi (12 tháng 1 năm 1880 - 9 tháng 11 năm 1951) và Maria Corsini-Beltrame Quattrocchi (24 tháng 6 năm 1884 - 26 tháng 8 năm 1965) là hai giáo dân Công giáo người Ý. Ông bà là cặp vợ chồng đầu tiên được phong Chân phước cùng nhau vào năm 2001. Theo Giáo hoàng Gioan Phaolô II, gia đình ông bà Luigi Beltrame Quattrocchi và Maria Corsini đã sống "một cuộc sống bình thường một cách phi thường". Ngày 25 tháng 11 hằng năm là ngày kỷ niệm thành hôn của ông bà, cũng là ngày mừng kính hai vị chân phước Công giáo Quattrocchi này.

## Luigi Beltrame Quattrocchi
Luigi Beltrame Quattrocchi sinh tại Catania năm 1880. Ông được vợ chồng người dì là Stefania và Luigi Quattrocchi nhận nuôi. Ông vẫn luôn duy trì mối quan hệ thân thiết với cha mẹ đẻ của mình là Carlo và Francesca Beltrame Vita. Luigi theo học tại Ancona và sau đó chuyển đến Roma, sống ở khu vực Esquiline. Ông theo học luật học tại Đại học Sapienza của Roma và tốt nghiệp ngành luật năm 1902.
Sau khi tốt nghiệp, Quattrocchi làm công chức pháp lý tại Cục Doanh thu Nội địa, và sau đó tiếp tục giữ một số vị trí trong hội đồng quản trị của nhiều ngân hàng và Ngân hàng Trung ương Ý.

## Maria Corsini
Maria Corsini có tên đầy đủ là Maria Luisa Corsini sinh năm 1884 tại Firenze, bà là thành viên của gia đình quý tộc Corsini. Cha của bà là Angeiolo Corsini, một đội trưởng thuộc Quân đội Hoàng gia. Mẹ Maria Corsini là Julia Salvi. Vì cha Maria Corsini thường xuyên phải di chuyển trong quân đội vì nhiệm vụ nên gia đình bà sống ở Pistoia, Arezzo và Roma.
Corsini được thừa hưởng một nền giáo dục rất tốt từ khi còn nhỏ. Các linh mục giáo xứ đã dạy bà các lớp văn học, giúp Maria Corsini có được nền tảng để viết các bài tiểu luận và sách về giáo dục, tôn giáo, gia đình và cách nuôi dưỡng tinh thần của trẻ em. Bà tuân theo một đời sống tôn giáo nghiêm ngặt, bao gồm kiến thức tôn giáo, tham dự thánh lễ, rước lễ hàng ngày và đọc kinh. Mặc dù Maria Corsini đã đăng ký học tại một trường giáo xứ ở Roma do các nữ tu phụ trách, nhưng khi một trong các nữ tu nói xấu nhà vua, Corsini đã chuyển đến một trường học do nhà nước quản lý. Sau khi tốt nghiệp, bà trở thành giáo sư giáo dục và giảng viên tại nhiều trường khác nhau.

## Cuộc sống hôn nhân
Corsini gặp Quattrocchi lần đầu tại nhà bà ở Firenze vì ông là con trai của một người bạn gia đình bà. Hai người kết hôn vào ngày 25 tháng 11 năm 1905 tại Cappella Corsini ở Basilica di Santa Maria Maggiore (Roma). Những năm đầu khi mới kết hôn, họ sống cùng với cha mẹ và ông bà.
Maria Corsini là một người rất sùng đạo trong khi chồng bà thời hai người mới cưới thì không được như vậy. Trong ba năm đầu của cuộc hôn nhân, Corsini đã sinh liên tiếp được ba người con là Filippo (sinh năm 1906), Stephania (sinh năm 1908) và Cesare (sinh năm 1909). Maria Corsini khi tiếp tục mang thai lần thứ tư, bà được chẩn đoán bị nhau tiền đạo. Trước những nguy hiểm khi mang thai lần này, các bác sĩ đã khuyên hai vợ chồng nên bỏ thai. Maria Corsini cho rằng niềm tin của bà vào Chúa là sự sống còn của bà và con bà lúc đó nên người con thứ tư là Enrichetta (sinh năm 1914) đã được sinh ra bình thường. Enrichetta đã cùng với hai người anh của mình có mặt ngay trong lễ phong chân phước cho cha mẹ họ vào năm 2001.
Maria Corsini đã làm việc cho Hội Chữ thập đỏ trong Chiến tranh Ý-Ethiopia lần thứ hai. Bà khi từng là Y tá tình nguyện của Hội Chữ thập đỏ Ý trong Chiến tranh thế giới thứ hai. Ngôi nhà của vợ chồng Luigi Beltrame Quattrocchi và Maria Corsini luôn được mở cho những người có nhu cầu trong thời chiến. Corsini đã hoạt động tích cực với các hoạt động vì phụ nữ ở giáo xứ St. Vitale, và bộ phận phụ nữ của "Công giáo Hành động" (Catholic Action).

## Các người con

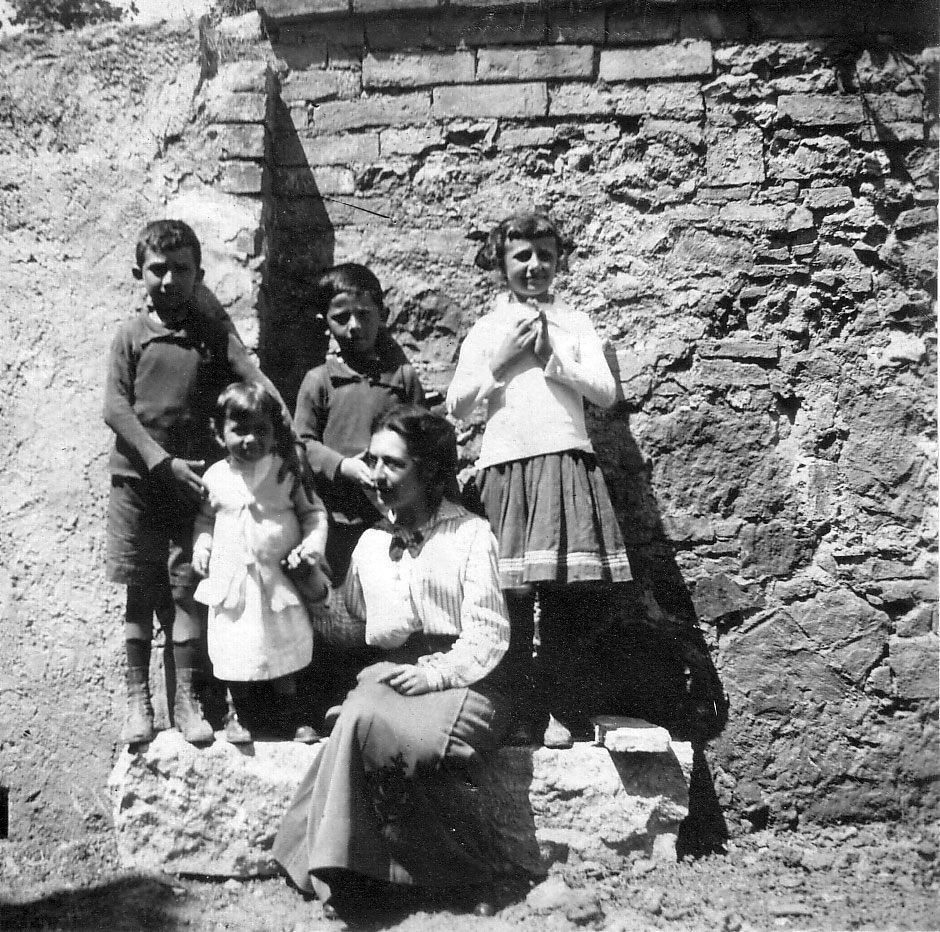
Maria Corsini và các con

- Filippo (15 tháng 10 năm 1906 - 20 tháng 2 năm 2003), linh mục dòng Biển Đức.
- Stefania (9 tháng 3 năm 1908 - 1 tháng 3 năm 1993), nữ tu dòng Biển Đức, được gọi là Suor Cecilia.
- Cesare (27 tháng 11 năm 1909 - 31 tháng 12 năm 2008), Tu sĩ dòng Trappist.
- Enrichetta (6 tháng 4 năm 1914 - 16 tháng 6 năm 2012), được phong chân phước vào năm 2018.

## Các hoạt động
Ông bà Luigi Beltrame Quattrocchi và Maria Corsini đã sáng lập nhiều tổ chức Công giáo:
- ASCI (Associazione Scouts Cattolici Italiani), hiệp hội hướng đạo Công giáo Ý;
- Azione Cattolica, tổ chức giáo dân lớn nhất của người Công giáo ở Ý;
- UNITALSI, một tổ chức chuyên chở những người già yếu đi hành hương đến Lộ Đức và các khu hành hương khác.[10]

Cả hai đều là thành viên của Dòng Ba Thánh Phanxicô Sám Hối. Trong Chiến tranh thế giới thứ hai, ngôi nhà của họ trên Via Depretis đã trở thành nơi trú ẩn cho nhiều người Do Thái và những người tị nạn khác.
Corsini và chồng đã liên kết với nhiều tổ chức tôn giáo. Hồng Y Jose Saraiva Martin cho rằng "họ đã biến gia đình mình trở thành một nhà thờ đích thực tại gia, họ cởi mở với cuộc sống, cầu nguyện, làm chứng cho Tin Mừng, hoạt động tông đồ xã hội, liên đới với người nghèo, và tình bạn ... Hiệp nhất mật thiết trong tình yêu và lý tưởng Kitô giáo, họ cùng nhau bước đi trên con đường nên thánh. "

## Qua đời

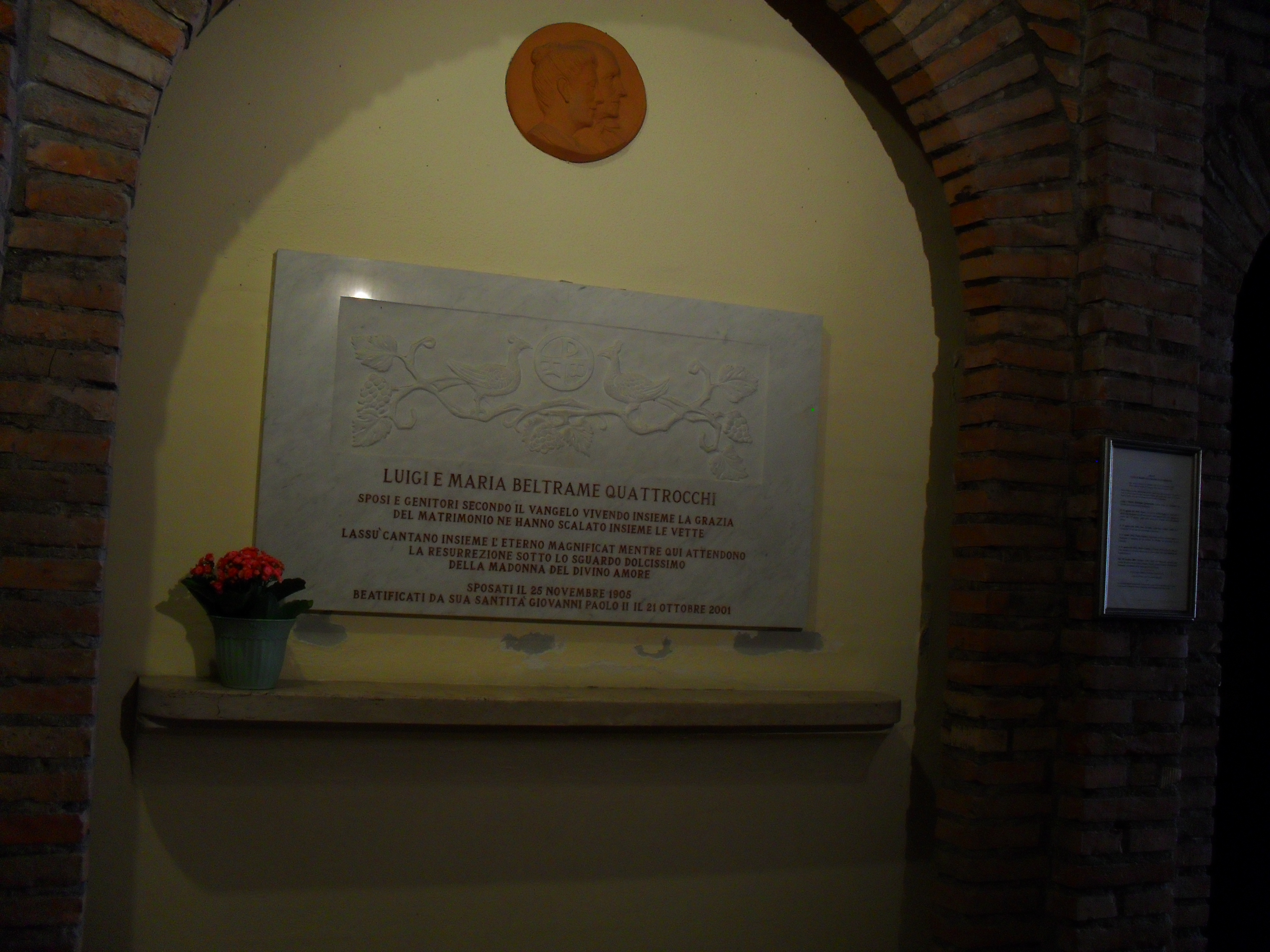
Mộ của vợ chồng Quattrocchi

Luigi mất ngày 9 tháng 11 năm 1951 tại Roma. Maria qua đời vào ngày 26 tháng 8 năm 1965 tại nhà ở La Madonnina, Serravalle di Bibbiena. Cả hai được chôn cất trong hầm mộ tại Santuario della Madonna del Divino Amore ở Roma.

## Di sản
Tổ chức Luigi và Maria Beltrame Quattrochi, được thành lập để vinh danh họ, có mục tiêu giúp các cặp đôi kết hôn và tư vấn cho họ về việc củng cố và phát triển cuộc sống hôn nhân.

## Phong Chân phước
Tiến trình phong chân phước cho ông bà Luigi Beltrame Quattrocchi và Maria Corsini bắt đầu vào ngày 18 tháng 10 năm 1994. Tại giáo phận địa phương của ông bà, một tiến trình được tổ chức từ ngày 25 tháng 11 năm 1994 đến ngày 4 tháng 12 năm 1996 để thu thập tài liệu và lời khai. Quy trình này được xác nhận vào ngày 20 tháng 6 năm 1997 và được đệ trình lên Bộ Phong thánh vào năm 1999.
Giáo hoàng Gioan Phaolô II đã phê chuẩn đời sống nhân đức anh hùng của họ và tuyên phong họ lên bậc Đấng đáng kính vào ngày 7 tháng 7 năm 2001. Cũng trong sắc lệnh đó, Giáo hoàng Gioan Phaolô II cũng công nhận một phép lạ được cho là nhờ sự chuyển cầu của họ. Giáo hoàng đã phong chân phước cho cả hai ông bà vào ngày 21 tháng 10 năm 2001. với sự hiện diện của ba trong số bốn người con của ông bà Luigi Beltrame Quattrocchi và Maria Corsini. Các con trai linh mục của ông bà đã cùng đồng tế Thánh lễ với Giáo hoàng. Ngày phong chân phước của ông bà cũng là ngày đánh dấu kỷ niệm 20 năm của công bố Tông huấn của Hội đồng gia đình (Familiari Consortia).
Phép lạ thứ hai cần thiết cho việc phong thánh cho họ đã được điều tra từ ngày 11 tháng 3 năm 2014 đến ngày 17 tháng 12 năm 2014. Nếu được tuyên bố xác minh, cả hai sẽ được phong thánh. Thánh tích của họ được chứa trong một hầm mộ tại Santuario della Madonna del Divino Amore ở Rome.